# Дем'янка
 Дем'я́нка (рос. Демья́нка) — річка в Росії, права притока Іртиша (басейн Обі), тече у Тюменській області.

## Фізіографія
Дем'янка утворюється у західній частині Васюганських боліт злиттям двох малих річок Південна Дем'янка і Східна Дем'янка. Місце злиття знаходиться на крайньому сході Уватського району Тюменської області, за декілька кілометрів від кордону з Омською областю; самі річки-витоки беруть початок у Тарському районі на північно-східному краї Омської області. Від початку Дем'янка тече у західному напрямку, подекуди відхиляючись до півночі, через низовину центральної частини Західно-Сибірської рівнини по рідконаселеній тайговій, подекуди заболоченій місцевості. Річка має рівнинний характер на всьому протязі; береги низькі, а русло дуже звивисте. Зливається з Іртишем неподалік від села Дем'янського в Уватському районі Тюменської області. У гирлі русло Дем'янки має 200 м завширшки і глибину до 3 м.
Найбільші притоки: Кеум (права), Тегус, Урна, Імгит і Великий Куньяк (ліві).

## Гідрологія
Довжина річки 1160 км, площа басейну 34 800 км². Середньорічний стік, виміряний за 82 км від гирла, становить 167 м³/с; мінімум спостерігається у березні (23,6 м³/с), максимум — після розтавання снігів у травні (604 м³/с).

## Інфраструктура
На більшій частині басейну Дем'янки транспортна інфраструктура практично відсутня. Біля гирла річку перетинає федеральна автодорога Р404 Тюмень — Ханти-Мансійськ. Приблизно за 50 км від гирла її русло перетинає залізничний міст на гілці Тюмень — Сургут — Новий Уренгой, яка з'єднує Транссибірську магістраль з районами нафто- і газодобичі на півночі Західного Сибіру. В нижній течії річку також перетинають численні нафто- та газопроводи і лінії електропередач.
Біля залізничного мосту знаходиться єдиний значний населений пункт на річці — однойменне село Дем'янка, яке виникло у зв'язку з будівництвом залізниці. У середній течії на річці розташовані малі села Нефедова, Ярсіно, Калем'яга і Лумкой; верхів'я Дем'янки ненаселені. Село Дем'янське, попри свою назву, знаходиться на правому березі Іртиша за декілька кілометрів нижче по течії від гирла Дем'янки.
Річка судноплавна від гирла до залізничного мосту, але за теперішнього часу транспортного руху по ній не відбувається. Може використовуватись для лісосплаву.